# Robert Galbraith Heath
Robert Galbraith Heath (9 de mayo de 1915 - 21 de septiembre de 1999) fue un psiquiatra estadounidense de la corriente de la psiquiatría biológica. Esta teoría señalaba que las enfermedades mentales eran causadas únicamente por defectos orgánicos, y que, en consecuencia, debían ser tratadas por medios físicos. Publicó un total de 425 artículos y tres libros, y la revista académica Psychiatric Annals lo llegó a perfilar como un "psiquiatra estadounidense famoso" en 1983.
En 1949 Galbraith fundó el Departamento de Psiquiatría y Neurología de la Universidad de Tulane, Nueva Orleans, donde fungió como presidente hasta 1980. En esta institución realizó varios experimentos de estimulación eléctrica del cerebro con electrodos implantados quirúrgicamente. Colocó electrodos de estimulación cerebral profunda (DBS) en los cerebros de más de 54 pacientes. La literatura médica lo cita como el primero, o uno de los primeros, en haber colocado electrodos dentro del cerebro de pacientes humanos vivos. Estudios recientes han señalado como factibles las especulaciones que existen en torno al financiamiento de sus experimentos por parte de la CIA o el ejército estadounidense, aunque no se conoce evidencia al respecto.
En 1972, afirmó haber convertido a un hombre homosexual a la heterosexualidad usando DBS. Heath también experimentó con drogas como la bulbocapnina para inducir estupor y LSD en prisioneros de la Penitenciaría del Estado de Luisiana como sujetos experimentales. Asimismo experimentó con pacientes esquizofrénicos, cuya enfermedad consideraba de base física. Hoy en día, su trabajo se considera poco ético y rara vez se utiliza como material de referencia.

## Vida personal
Nació el 9 de mayo de 1915 en Pittsburgh, Pensilvania. Atendió a la Universidad de Pittsburgh, de donde se graduó en 1938. Posteriormente se especializó en neurología en el Instituto Neurológico de Nueva York, y de ahí pasó a ser becario en el Hospital de Pensilvania. Durante la Segunda Guerra Mundial fue reclutado por la Marina de los EE. UU. para trabajar como psiquiatra. A su regreso estudió en el Colegio de Médicos y Cirujanos de la Universidad de Columbia. Heath se casó y tuvo cinco hijos. Murió el 21 de septiembre de 1999 en St. Petersburg, Florida a la edad de 84 años.

## Estudios sobre esquizofrenia
En 1950 Galbraith comenzó a realizar experimentos de estimulación cerebral eléctrica en pacientes con esquizofrenia. En 1954 publicó una monografía llamada "Estudios sobre la esquizofrenia", que detalla los experimentos de estimulación cerebral profunda en 25 pacientes esquizofrénicos. La metodología del estudio recibió pronto muchas críticas, ya que hubo pacientes que experimentaron convulsiones o abscesos cerebrales fatales. No obstante, su trabajo continuó y en 1956 publicó nuevos hallazgos, donde afirmaba la posibilidad de inducir síntomas de esquizofrenia mediante la inyección de sangre de pacientes con esquizofrenia en el cuerpo de pacientes sanos. En particular, afirmó haber aislado una proteína (taraxeína) que podría inducir este efecto. Esta publicación recibió amplia atención, tanto dentro de la comunidad científica como del público en general. La comunidad científica tendió al escepticismo de sus afirmaciones que no pudieron ser respaldadas, ya que la mayoría de los intentos por replicar sus hallazgos fracasaron. Los libros de texto de psiquiatría de los sesenta dieron cierta credibilidad a sus afirmaciones, misma que perdió durante los setenta y ochenta. Heath continuó defendiendo sus hallazgos y su teoría de la esquizofrenia hasta por lo menos 1996.

## Terapia de conversión sexual
Galbraith comenzó a experimentar con la inducción de paroxismos mediante estimulación cerebral en 1953,  época en la que la homosexualidad era consideraba como un trastorno psiquiátrico de acuerdo con el DSM-II. Así, uno de los objetivos de Health fue la terapia de conversión sexual, y afirmó haber convertido con éxito a un paciente homosexual, etiquetado como Paciente B-19 en su artículo de 1972. Al paciente, que había sido arrestado por posesión de marihuana, se le implantaron electrodos en la región septal (asociada con la sensación de placer) y en muchas otras partes de su cerebro. Posteriormente se estimularon los electrodos septales mientras se le mostraba material pornográfico heterosexual. Tras la terapia, se le indicó al paciente tener relaciones sexuales con una trabajadora sexual reclutada para el estudio. Heath afirmó que este resultado demostraba el paciente se había convertido con éxito a la heterosexualidad. 
Hoy día, estos experimentos se consideran poco éticos por una variedad de razones. El paciente fue reclutado para el estudio bajo coacción legal, y no se consideraron otras implicaciones para su bienestar, incluidas las indicaciones de que la estimulación con electrodos es adictiva. En 1973, la conducta de Heath fue cuestionada por un subcomité del Senado estadounidense y por Fred Mettler, quien anteriormente fue su mentor. Actualmente, la Asociación Estadounidense de Psicología condena las terapias de reorientación sexual, advirtiendo existe amplia evidencia de sus efectos negativos, como depresión y tendencias suicidas, mientras que no existe evidencia sólida de que funcionen para modificar la orientación sexual. La Organización Mundial de la Salud señaló que estas prácticas son “inherentemente discriminatorias, crueles, inhumanas y degradantes y que, según el grado de dolor físico o mental infligido a la víctima, pueden equivaler a formas de tortura”.